# Seiji Koga
Seiji Koga (古賀 誠史, Koga Seiji) est un footballeur japonais né le 7 août 1979.